# Olejarniki
Olejarniki lub Olearniki (ukr. Оліярники) – wieś na Ukrainie w rejonie lwowskim (wcześniej w rejonie żółkiewskim) obwodu lwowskiego.

## Historia
Pod koniec XIX w. przysiółek wsi Budy w Kamionce Wołoskiej, w powiecie rawskim.